# Михаил Монев
Михаил Монев Колев, наречен Мирчо, е български просветен деец и революционер, деец на Вътрешната македоно-одринска революционна организация и на Вътрешната македонска революционна организация, един от най-близките сътрудници на Тодор Александров.

## Биография
Михаил Монев е роден в 1881 година в Кратово, тогава в Османската империя. Учи в българското педагогическо училище в Скопие, а по-късно в българската семинария в Цариград. Женен е за София Монева, сестра на водача на ВМОРО и ВМРО Тодор Александров. Работи като учител в Скопие, Кратово, Кочани, Куманово и други селища. Още като ученик в Цариград създава революционни кръжоци. Член е на ВМОРО от 1897 година. В 1898 година след Винишката афера е задържан и подложен на изтезания. През 1906 година е делегат на Скопския конгрес на ВМОРО. След Младотурската революция в 1908 година Монев е член на Българския конституционен клуб в Цариград. Монев заедно с бившия върховист Михаил Думбалаков участва в организирането на заповяданото от Тодор Лазаров и Тодор Александров убийство на Яне Сандански и на неуспешния атентат срещу него в Цариград.
При избухването на Балканската война е в щаба на ІІІ българска армия. Носител е на орден „За храброст“.
След Първата световна война Монев участва активно във възстановяването на революционната организация под ръководството на зет му Тодор Александров и има големи заслуги за организирането на Петричко. Заедно с Иван Караджов Монев изгражда и поддържа куриерски връзки, екипира и въоръжава чети за Вардарска Македония. На 3 февруари 1920 година участва на заседанието, на което Тодор Александров и Александър Протогеров излагат плана си за възстановяване на революционната организация. Преследван и арестуван е от земеделското правителство, което прави опит да го убие заедно с Иван Караджов и Иван Попевтимов.
Монев, като доверено лице на Тодор Александров, заедно с Димитър Влахов през август 1923 година е на разузнавателна мисия в Москва. Делегацията се среща с Феликс Дзержински, Карл Радек, Георгий Чичерин и Михаил Трилисер. По същото време в Москва са и Филип Атанасов и Славе Иванов от МФО, които разговарят със същите хора.
Монев участва активно в потушаването на Септемврийския бунт в Пиринско. През юли 1924 година участва в нови преговори с представители на Коминтерна.
Монев е чиновник в Горна Джумая и е избран за депутат в XXI обикновено народно събрание от Демократическия сговор. След убийството на Тодор Александров участва в подготовката на Горноджумайските събития. Заедно с Петър Кушев е официален пълномощник на ВМРО пред министерствата.

След убийството на Александър Протогеров Монев подкрепя крилото на Иван Михайлов. Михаил Монев е едно от основните лица, поддържащи връзката на революционната организация с българските правителства. В 1932 година Монев е избран за запасен член на Централния комитет на ВМРО. Кирил Пърличев пише за него: 
| „ | вдъхновител на Михайлов за убийствата, явно проповядващ необходимостта от убийства, представител на Михайлов в София. Знае в подробности всички злодеяния и всички злодейци. | “ |

Председател е на Съюза на тютюневите кооперации в Горноджумайско.
След Деветнадесетомайския преврат в 1934 година Монев е интерниран от звенарската власт в Лом.
Умира на 13 април 1944 година в Горна Джумая.
Синът му, Никола, в 1935 година завършва право в Софийския университет.